# Mortes em setembro de 2019
Mortes em 2019: ← Janeiro – Fevereiro – Março – Abril – Maio – Junho – Julho – Agosto – Setembro – Outubro – Novembro – Dezembro →
Esta é uma relação de pessoas notáveis que morreram durante o mês de setembro de 2019, listando nome, nacionalidade, ocupação e ano de nascimento.

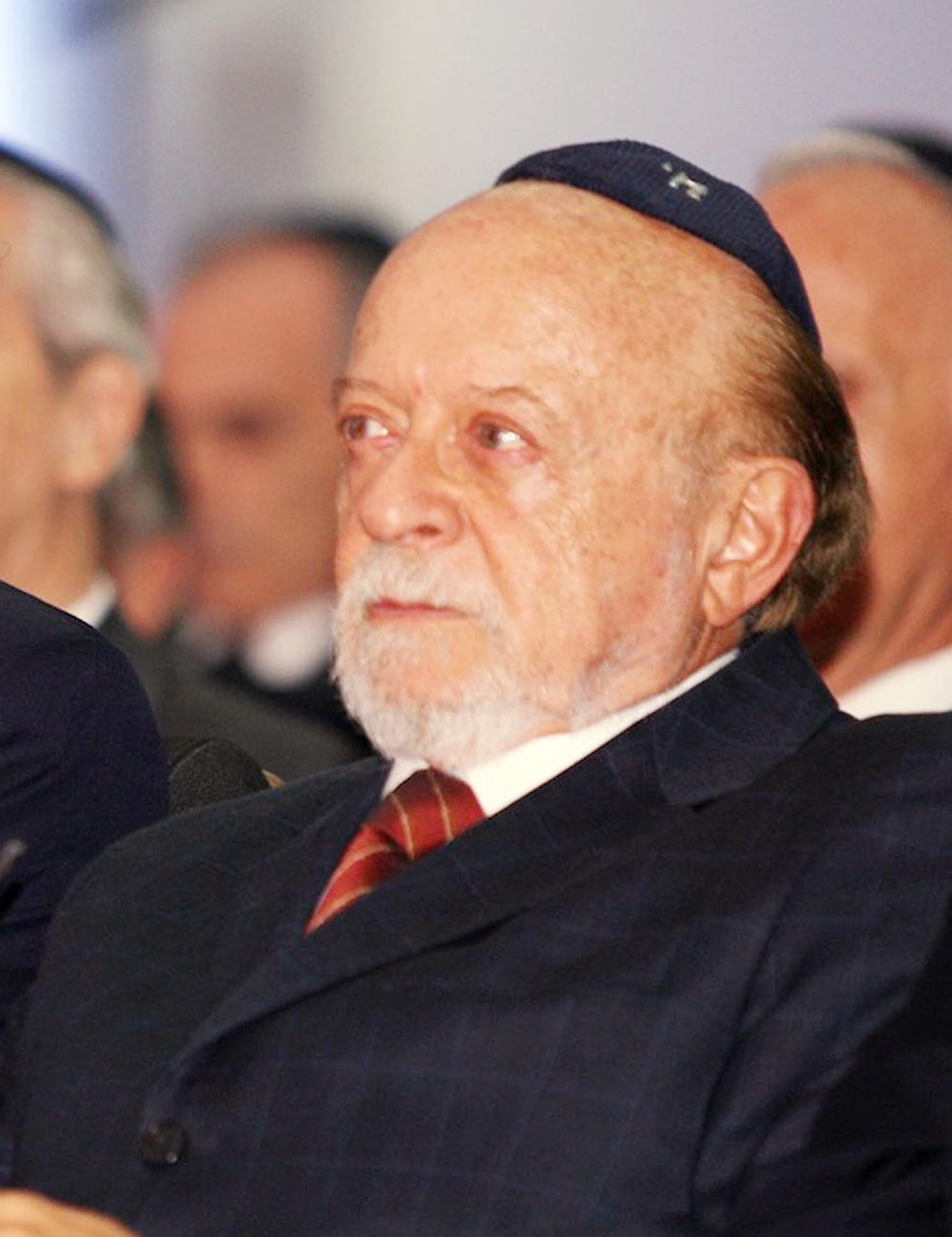
Alberto Goldman, político brasileiro.

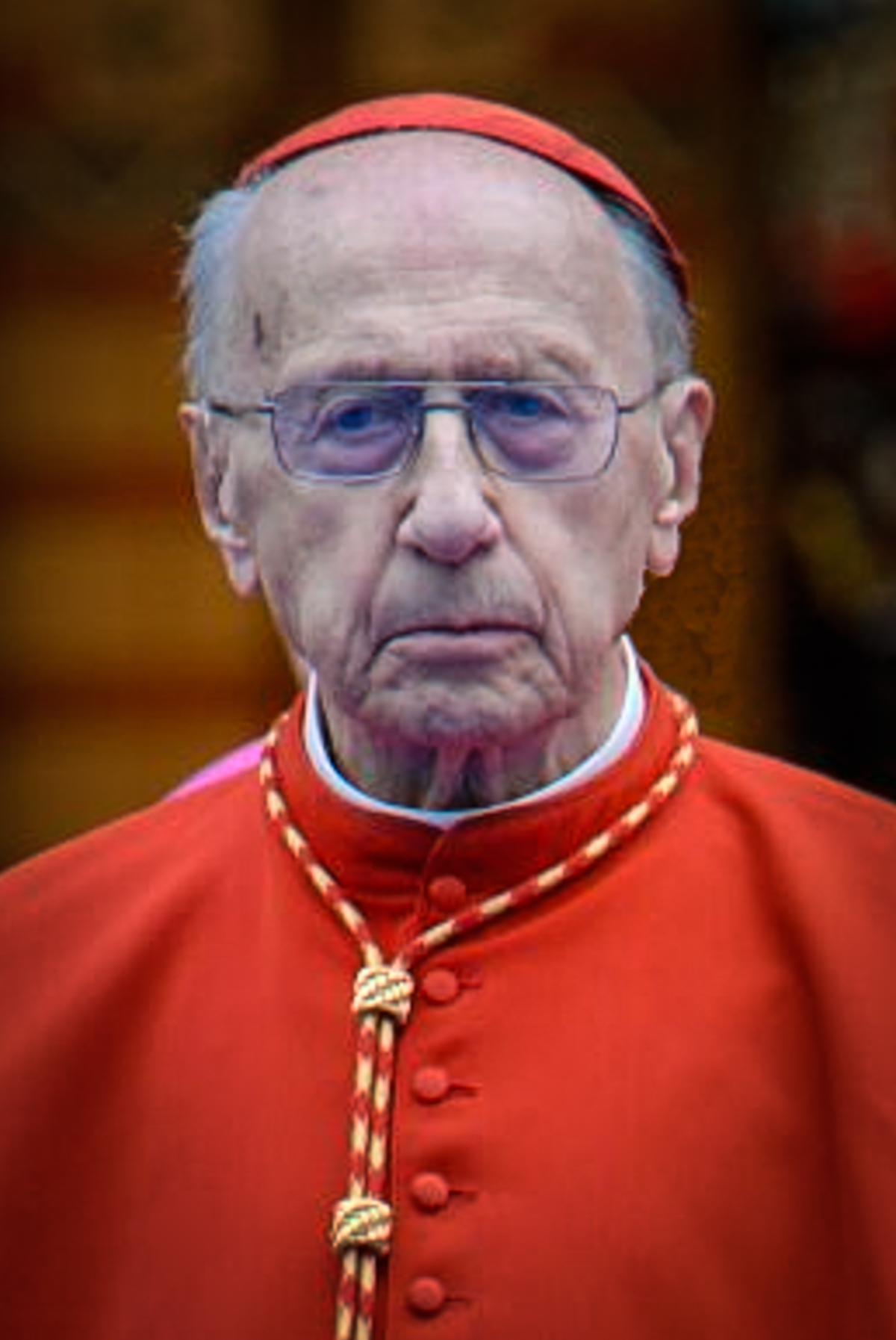
Roger Etchegaray, cardeal francês.

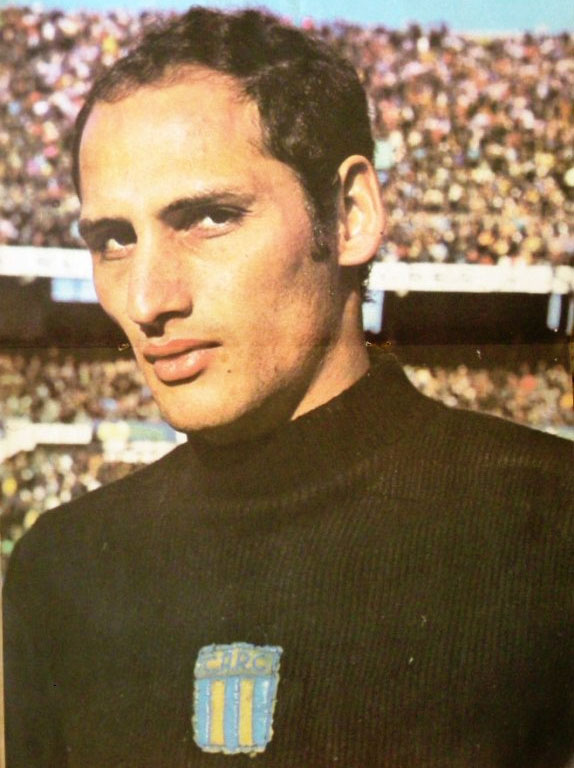
Andrada, goleiro argentino.

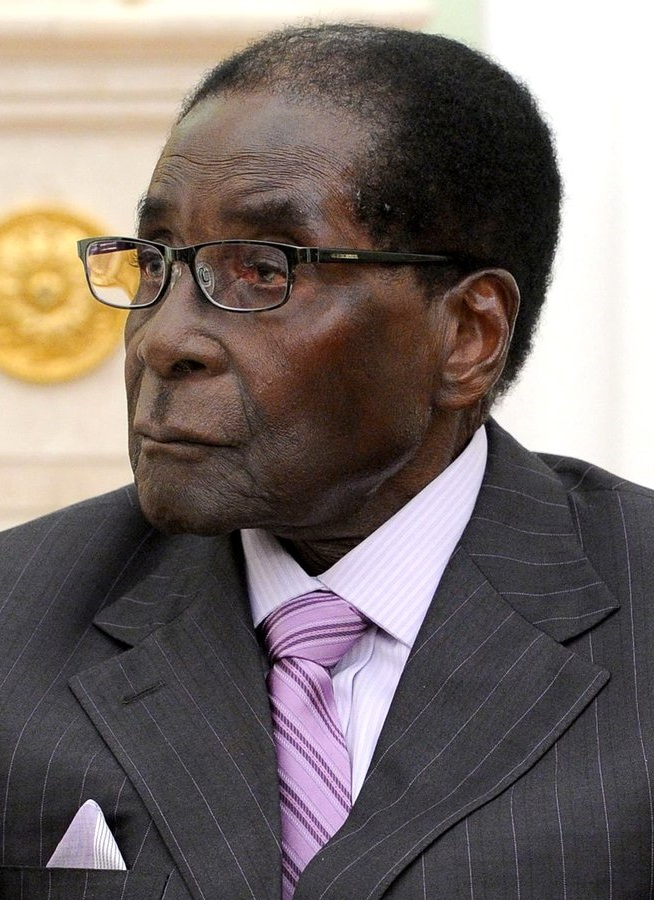
Robert Mugabe, ex-presidente do Zimbábue.

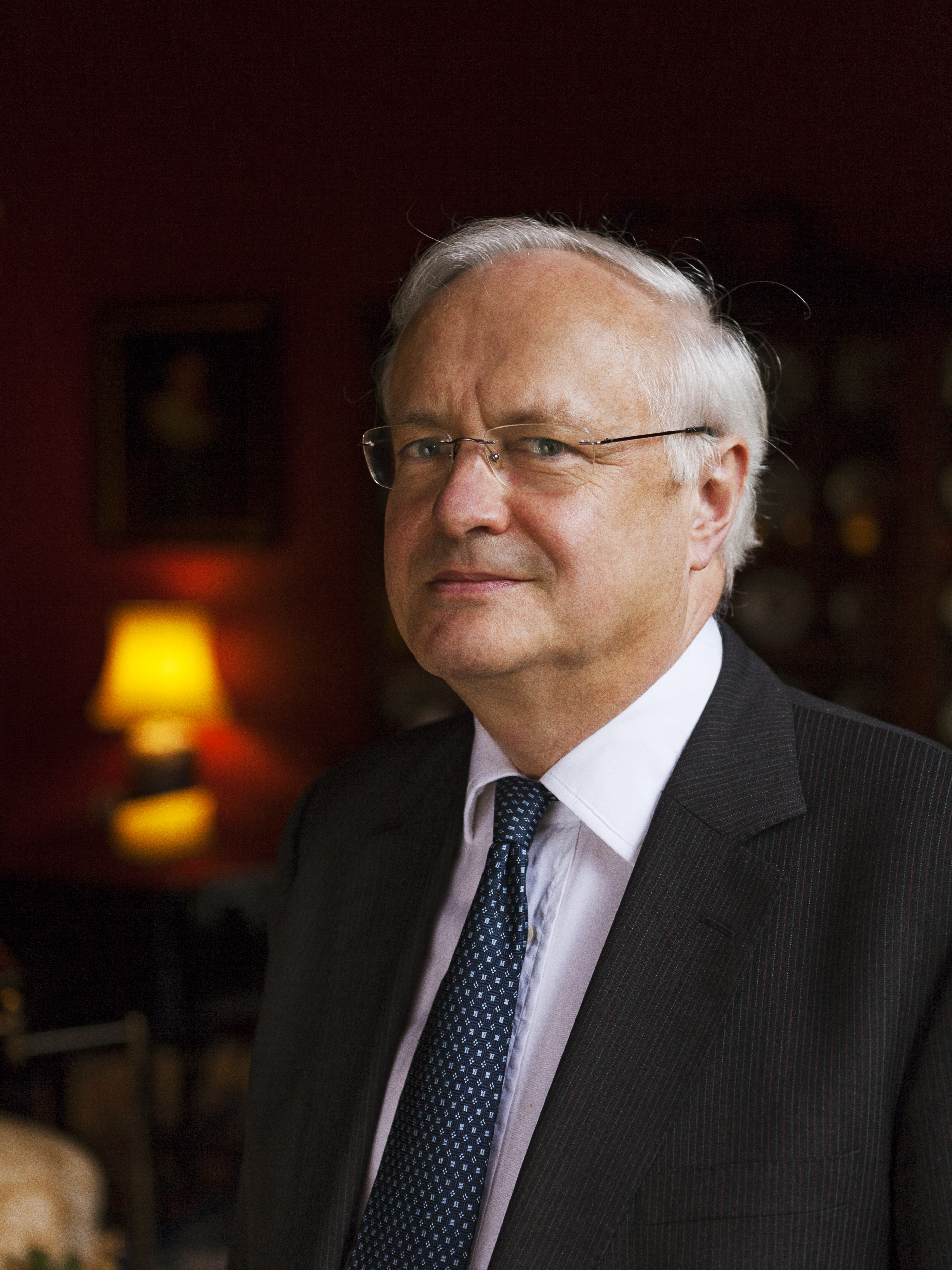
Chris Dobson, químico britânico.

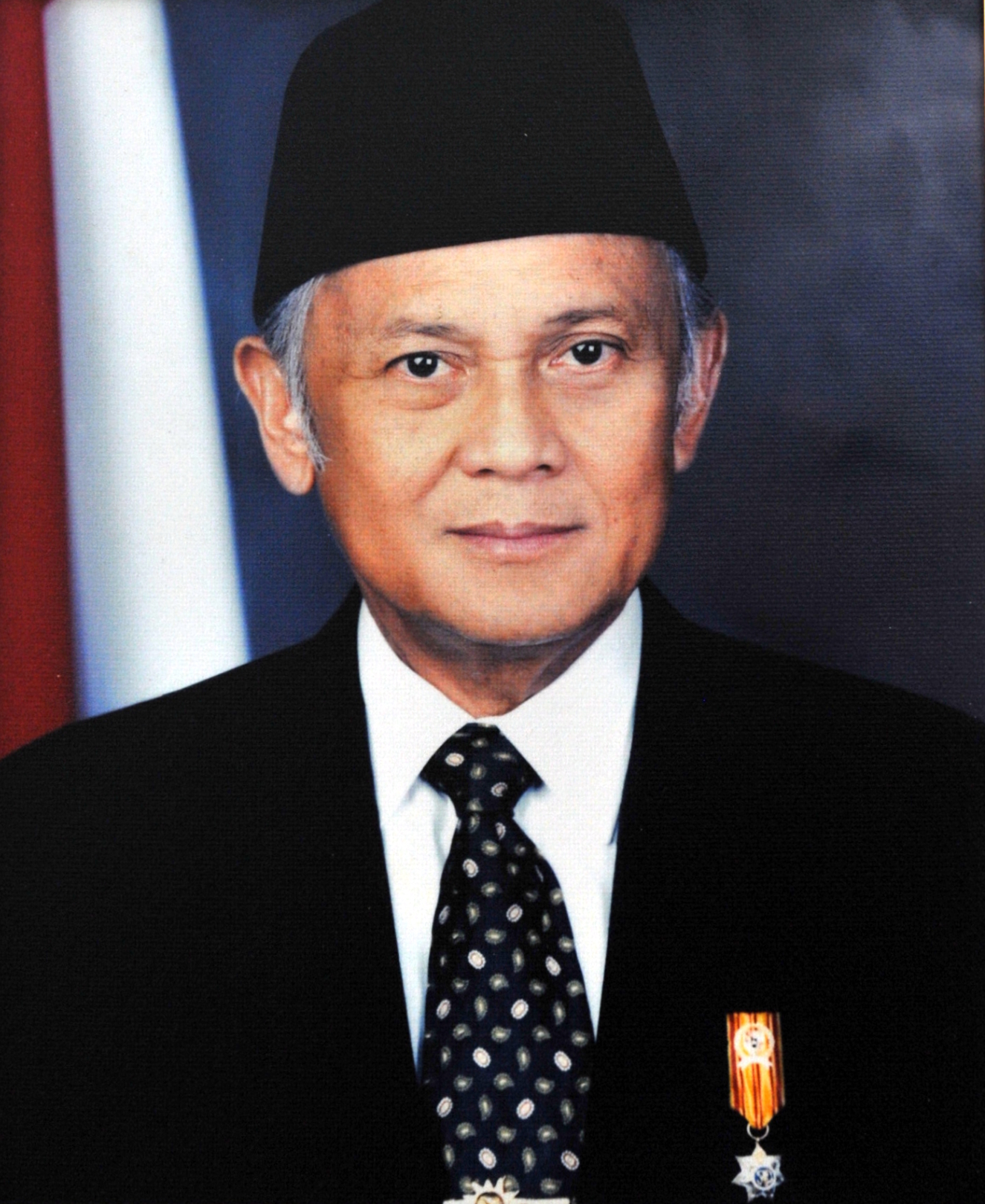
Jusuf Habibie, ex-presidente da Indonésia.

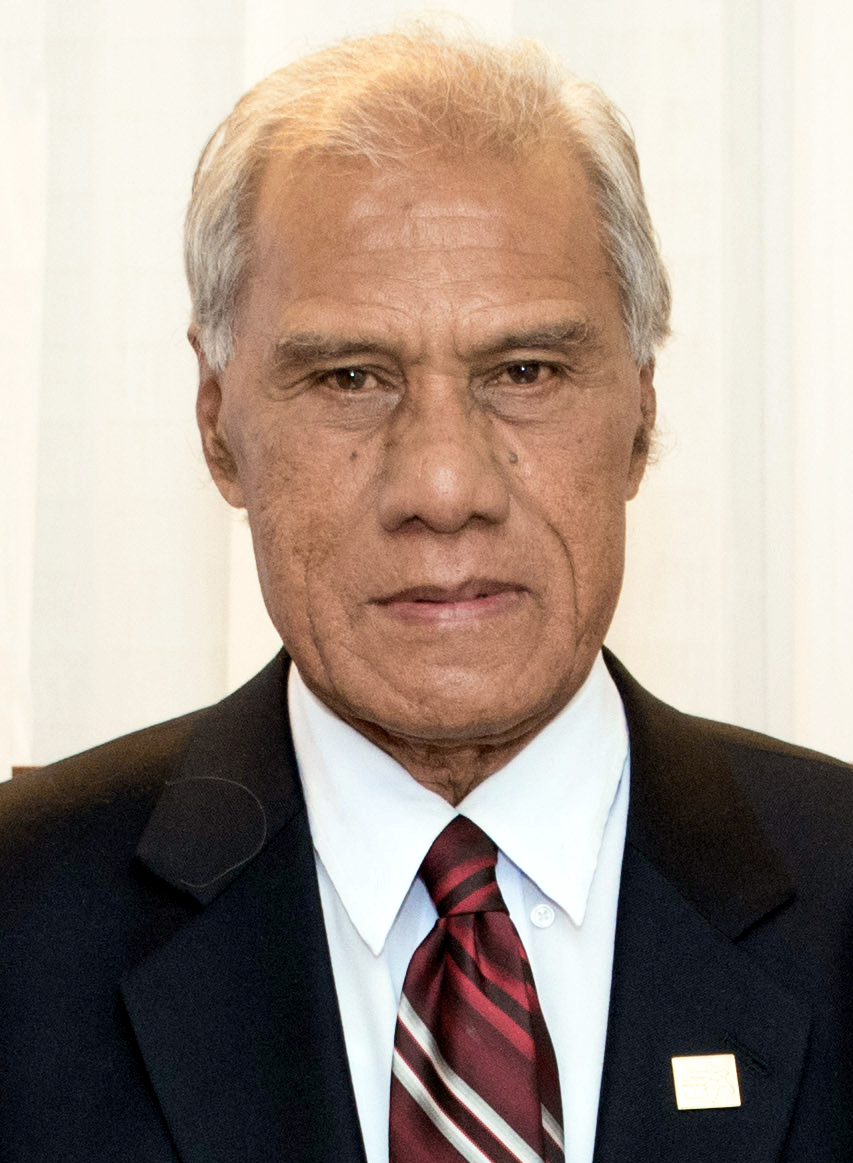
ʻAkilisi Pōhiva, primeiro-ministro de Tonga.

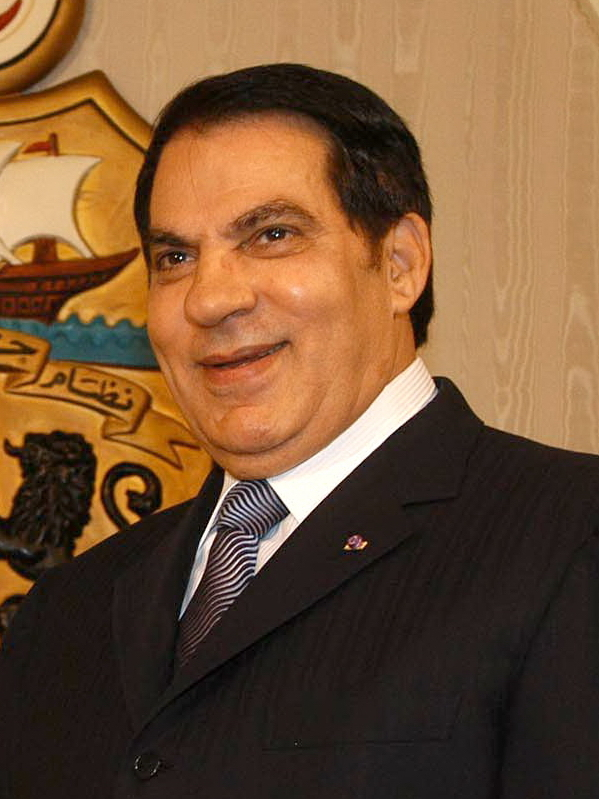
Ben Ali, ex-presidente da Tunísia.

Jacques Chirac, ex-presidente da França.

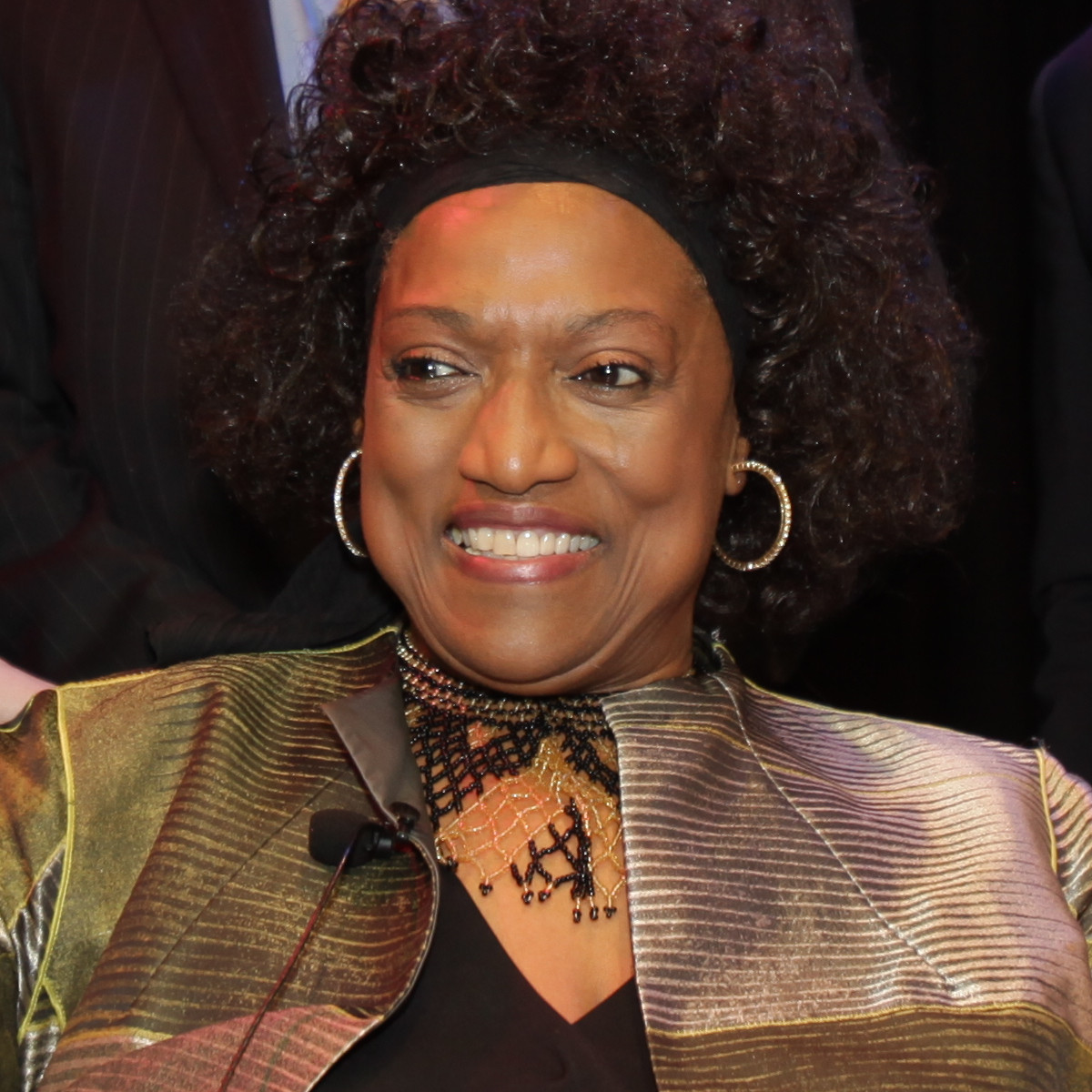
Jessye Norman, soprano americana.

| Dia | Nome                                | Profissão ou motivo de reconhecimento          | Nacionalidade    | Ano de nasc. | Ref           |
| --- | ----------------------------------- | ---------------------------------------------- | ---------------- | ------------ | ------------- |
| 1   | Alison Cheek                        | Líder religiosa                                | Estados Unidos   | 1927         | [ 1 ]         |
| 1   | Alberto Goldman                     | Político                                       | Brasil           | 1937         | [ 2 ]         |
| 2   | Helmut Rauch                        | Físico                                         | Áustria          | 1939         | [ 3 ]         |
| 3   | José Pimiento Rodríguez             | Cardeal                                        | Colômbia         | 1919         | [ 4 ]         |
| 3   | Desmond Morton                      | Historiador                                    | Canadá           | 1937         | [ 5 ]         |
| 3   | Halvard Hanevold                    | Biatleta                                       | Noruega          | 1969         | [ 6 ]         |
| 4   | Roger Etchegaray                    | Cardeal                                        | França           | 1922         | [ 7 ]         |
| 4   | Elton Medeiros                      | Compositor                                     | Brasil           | 1930         | [ 8 ]         |
| 4   | Pál Berendi                         | Futebolista                                    | Hungria          | 1932         | [ 9 ]         |
| 4   | Andrada                             | Futebolista                                    | Argentina        | 1939         | [ 10 ]        |
| 4   | Patrick Dehornoy                    | Matemático                                     | França           | 1952         | [ 11 ]        |
| 4   | LaShawn Daniels                     | Compositor                                     | Estados Unidos   | 1977         | [ 12 ]        |
| 4   | Felipe Ruvalcaba                    | Futebolista                                    | México           | 1941         | [ 13 ]        |
| 6   | Robert Mugabe                       | Político e presidente                          | Zimbabwe         | 1924         | [ 14 ]        |
| 6   | Chester Williams                    | Jogador de rugby                               | África do Sul    | 1970         | [ 15 ]        |
| 6   | Chris Duncan                        | Jogador de basebol                             | Estados Unidos   | 1981         | [ 16 ]        |
| 7   | Ilo Krugli                          | Diretor de teatro e ator                       | Argentina        | 1930         | [ 17 ]        |
| 7   | Lourdes Ramalho                     | Poeta e dramaturga                             | Brasil           | 1920         | [ 18 ]        |
| 8   | Rosendo Ribeiro                     | Político                                       | Brasil           | 1928         | [ 19 ]        |
| 8   | Camilo Sesto                        | Cantor e compositor                            | Espanha          | 1946         | [ 20 ]        |
| 8   | Carlos Squeo                        | Futebolista                                    | Argentina        | 1948         | [ 21 ]        |
| 8   | Chris Dobson                        | Químico                                        | Reino Unido      | 1949         | [ 22 ]        |
| 9   | Robert Frank                        | Fotógrafo                                      | Estados Unidos   | 1924         | [ 23 ]        |
| 9   | André Gonçalves Pereira             | Ministro dos Negócios Estrangeiros             | Portugal         | 1936         | [ 24 ]        |
| 9   | Walmor de Luca                      | Político                                       | Brasil           | 1938         | [ 25 ]        |
| 9   | Jarzinho Pieter                     | Futebolista                                    | Curaçau          | 1987         | [ 26 ]        |
| 9   | Nuno Alexandre Valente Robalo Jorge | Futebolista                                    | Moçambique       | 1974         | [ 27 ]        |
| 10  | Stefano Delle Chiaie                | Ativista neofascista                           | Itália           | 1936         | [ 28 ]        |
| 10  | Jeff Fenholt                        | Cantor e ator                                  | Estados Unidos   | 1950         | [ 29 ]        |
| 10  | Daniel Johnston                     | Cantor e compositor                            | Estados Unidos   | 1961         | [ 30 ]        |
| 11  | Jusuf Habibie                       | Político e presidente                          | Indonésia        | 1936         | [ 31 ]        |
| 12  | ʻAkilisi Pōhiva                     | Primeiro-ministro                              | Tonga            | 1941         | [ 32 ]        |
| 12  | Odacir Soares Rodrigues             | Advogado, jornalista e político                | Brasil           | 1938         | [ 33 ]        |
| 13  | Eddie Money                         | Cantor e compositor                            | Estados Unidos   | 1949         | [ 34 ]        |
| 13  | Rudi Gutendorf                      | Futebolista, treinador de futebol e ator       | Alemanha         | 1926         | [ 35 ]        |
| 13  | Joachim Messing                     | Biólogo                                        | Estados Unidos   | 1946         | [ 36 ]        |
| 15  | Roberto Leal                        | Cantor                                         | Portugal/ Brasil | 1951         | [ 37 ]        |
| 15  | Lol Mahamat Choua                   | Presidente                                     | Chade            | 1939         | [ 38 ]        |
| 15  | Ric Ocasek                          | Cantor e compositor                            | Estados Unidos   | 1949         | [ 39 ]        |
| 15  | Jean Heywood                        | Atriz                                          | Reino Unido      | 1921         | [ 40 ]        |
| 16  | Luigi Colani                        | Designer                                       | Alemanha         | 1928         | [ 41 ]        |
| 18  | Fernando Ricksen                    | Futebolista                                    | Países Baixos    | 1976         | [ 42 ]        |
| 19  | Ben Ali                             | Político e presidente                          | Tunísia          | 1936         | [ 43 ]        |
| 19  | Frans Van Looy                      | Ciclista                                       | Bélgica          | 1950         | [ 44 ]        |
| 19  | Sandie Jones                        | Cantora                                        | Irlanda          | 1951         | [ 45 ]        |
| 19  | Barron Hilton                       | Empresário                                     | Estados Unidos   | 1927         | [ 46 ]        |
| 19  | Bert Hellinger                      | Psicoterapeuta                                 | Alemanha         | 1925         | [ 47 ]        |
| 21  | Aron Eisenberg                      | Ator                                           | Estados Unidos   | 1969         | [ 48 ]        |
| 21  | Sigmund Jähn                        | Cosmonauta                                     | Alemanha         | 1937         | [ 49 ]        |
| 21  | Sid Haig                            | Ator                                           | Estados Unidos   | 1939         | [ 50 ]        |
| 21  | E. J. Holub                         | Atleta                                         | Estados Unidos   | 1938         | [ 51 ]        |
| 22  | Ivan Kizimov                        | Ginete                                         | Rússia           | 1928         | [ 52 ]        |
| 23  | Robert Hunter                       | Compositor e cantor                            | Estados Unidos   | 1941         | [ 53 ]        |
| 23  | Felipe Cheidde                      | Político, futebolista e empresário             | Brasil           | 1936         | [ 54 ]        |
| 23  | Curt Wittlin                        | Filólogo                                       | Suíça            | 1941         | [ 55 ]        |
| 23  | José Moura Nunes da Cruz            | Jurista                                        | Portugal         | 1936         | [ 56 ]        |
| 24  | Leonardo Augusto Caldeira           | Futebolista                                    | Brasil           | 1946         | [ 57 ]        |
| 25  | Michael D. Coe                      | Arqueólogo                                     | Estados Unidos   | 1929         | [ 58 ]        |
| 26  | William Joseph Levada               | Cardeal                                        | Estados Unidos   | 1936         | [ 59 ]        |
| 26  | Jacques Chirac                      | Presidente                                     | França           | 1932         | [ 60 ]        |
| 26  | Man Bok Park                        | Treinador de voleibol                          | Coreia do Sul    | 1936         | [ 61 ]        |
| 26  | Gennadi Manakov                     | Cosmonauta                                     | Rússia           | 1950         | [ 62 ]        |
| 27  | Nelson Traquina                     | Jornalista                                     | Estados Unidos   | 1948         | [ 63 ]        |
| 28  | José José                           | Cantor, compositor e ator                      | México           | 1948         | [ 64 ]        |
| 28  | Franco Cuter                        | Bispo                                          | Itália/ Brasil   | 1940         | [ 65 ]        |
| 29  | Beatriz Aguirre                     | Atriz                                          | México           | 1925         | [ 66 ]        |
| 30  | Jessye Norman                       | Soprano                                        | Estados Unidos   | 1945         | [ 67 ] [ 68 ] |
| 30  | Ben Pon                             | Automobilista, empresário e atirador esportivo | Países Baixos    | 1936         | [ 69 ]        |
| 30  | Newton Carlos                       | Jornalista                                     | Brasil           | 1927         | [ 70 ]        |